# Retschkalowo (Kaliningrad)
Retschkalowo (russisch Речкалово, deutsch Abschermeningken, 1938–1945 Fuchstal) ist ein kleiner Ort in der russischen Oblast Kaliningrad. Er gehört zur kommunalen Selbstverwaltungseinheit Munizipalkreis Osjorsk im Rajon Osjorsk.

## Geographische Lage
Retschkalowo liegt neun Kilometer nördlich der Rajonsstadt Osjorsk (Darkehmen/Angerapp) an der Regionalstraße 27A-025 (ex R508), die hier die beiden Städte Osjorsk und Gussew (Gumbinnen) miteinander verbindet. Ein Bahnanschluss besteht nicht mehr, seit die bis 1945 existierende Bahnstrecke Insterburg–Lyck mit der Bahnstation Spirockeln (1938–1945 Hohenfried) nicht mehr in Betrieb genommen wurde.

## Geschichte
Abschermeningken gehörte seit 1874 als Landgemeinde zum neu gebildeten Amtsbezirk Kieselkehmen im Kreis Gumbinnen. Standesamtlich war der Ort mit Nemmersdorf (russisch heute Majakowskoje) verbunden, und die Schulkinder des Ortes wurden bis 1945 in Krauleidszen (1936–1938 Krauleidschen, 1938–1945 Schöppenfelde, russisch heute Kolchosnoje) unterrichtet. Am 3. Juni 1938 (mit amtlicher Bestätigung vom 16. Juli 1938) wurde der Ort in „Fuchstal“ umbenannt.
Infolge des Zweiten Weltkrieges kam das Dorf mit der gesamten nordostpreußischen Region zur Sowjetunion. 1950 erhielt es den russischen Namen „Retschkalowo“ und wurde dem Dorfsowjet Sadowski selski Sowet im Rajon Osjorsk zugeordnet. Von 2008 bis 2014 gehörte Retschkalowo zur Landgemeinde Krasnojarskoje selskoje posselenije, von 2015 bis 2020 zum Stadtkreis Osjorsk und seither zum Munizipalkreis Osjorsk.

### Einwohnerentwicklung
| Jahr | Einwohner |
| ---- | --------- |
| 1910 | 60        |
| 1933 | 83        |
| 1939 | 63        |
| 2002 | 36        |
| 2010 | 28        |

## Kirche
Kirchlich war die vor 1945 mehrheitlich evangelische Bevölkerung von Abschermeningken/Fuchstal zur Kirche Nemmersdorf (heute russisch: Majakowskoje) hin orientiert. Der Pfarrsprengel gehörte zum Kirchenkreis Gumbinnen in der Kirchenprovinz Ostpreußen der Kirche der Altpreußischen Union. Der letzte deutsche Geistliche vor 1945 war Pfarrer Hans Puschke.
Kirchliches Leben war in der Zeit der Sowjetunion nicht erlaubt. Erst in den 1990er Jahren bildeten sich in der inzwischen russischen Oblast Kaliningrad zahlreiche evangelische Gemeinden. Retschkalowo gehört nun zur evangelisch-lutherischen Salzburger Kirche in Gussew innerhalb der Propstei Kaliningrad in der Evangelisch-Lutherischen Kirche Europäisches Russland (ELKER), deren Geistliche die der dortigen Salzburger Kirche sind.